# Robert Tarjan

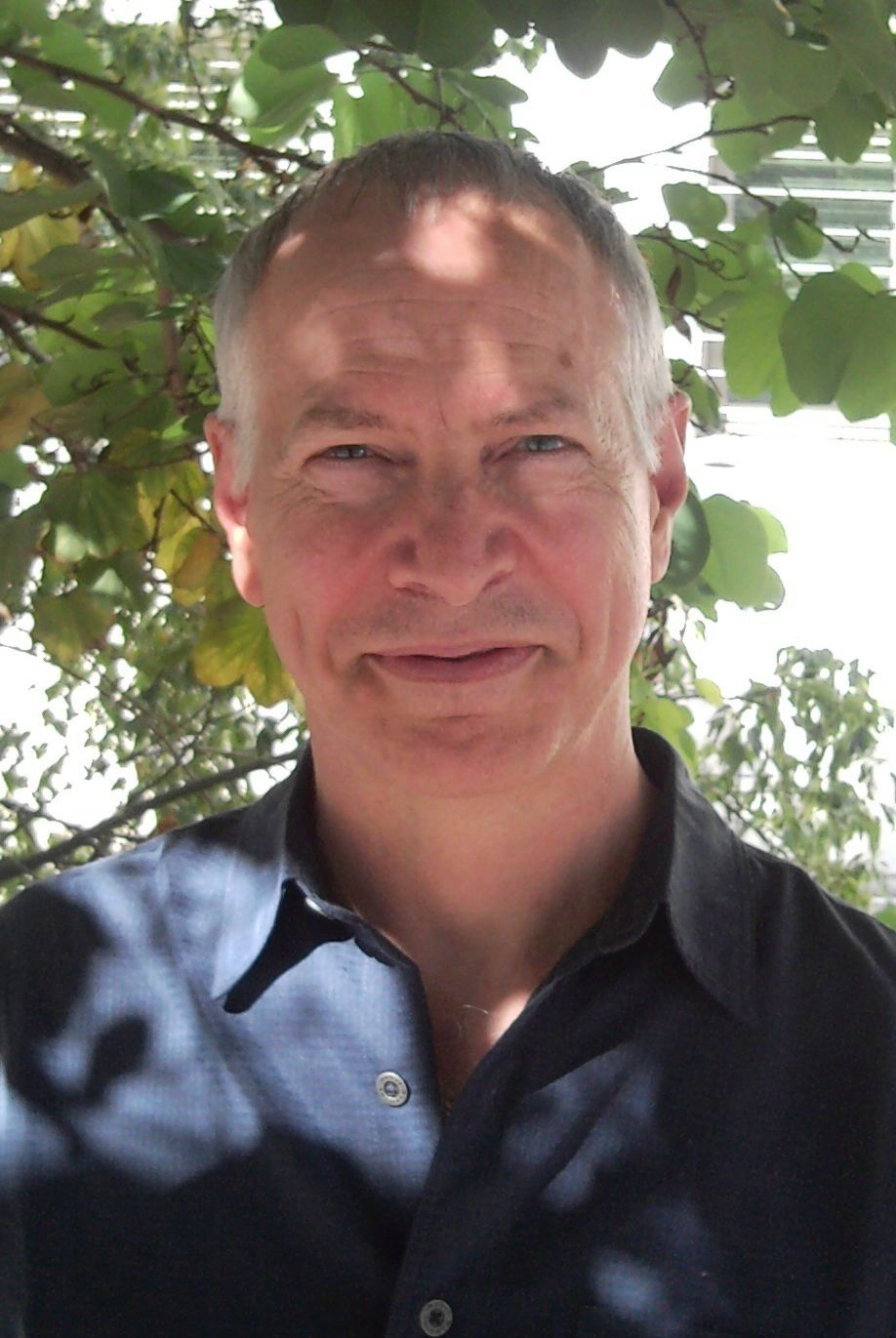
Robert Tarjan

Robert Endre Tarjan (Pomona (Californië), 30 april 1948) is een Amerikaans informaticus.
Hij heeft tijdens zijn loopbaan veel werk gedaan aan de ontwikkeling van algoritmen en datastructuren. Hij heeft een aantal bekende graafalgoritmes ontwikkeld, waaronder het Tarjan's off-line least common ancestors algoritme.
Tarjan studeerde wiskunde aan het California Institute of Technology, waar hij in 1969 zijn bachelor behaalde. Zijn mastersdiploma behaalde hij aan de Stanford-universiteit in 1971 in de informatica, waarna hij een promotie in de informatica en wiskunde deed in 1972 -- zijn promotiewerk was An Efficient Planarity Algorithm (handeled over een efficiënt algoritme om de planariteit van een graaf te bepalen). Zijn promotoren in Stanford waren Donald Knuth en Robert W. Floyd, beide bekende informatici.
Na zijn studie heeft Tarjan een uitgebreide loopbaan gehad, zowel in academische als in commerciële kringen. Hij heeft gewerkt aan de Cornell University te New York, het California Institute of Technology ofwel Caltech en tussen 1974 en 1980 was hij docent in Stanford. Daarna werkte hij gelijktijdig aan het AT&T Bell Laboratories en de New York University. In 1985 keerde hij als hoogleraar terug naar Princeton, waar hij nog steeds werkt (hij bekleedt de leerstoel van de James S. McDonnell Distinguished University Professor of Computer Science). Tegelijkertijd met zijn werk voor Princeton heeft hij gewerkt bij NEC, MIT, InterTrust, Compaq en Hewlett-Packard (ook hier werkt hij nu nog).
Tarjan heeft twee boeken gepubliceerd en 55 artikelen en conferentiestukken gepubliceerd. Hij heeft ook zo'n 155 publicaties beoordeeld voor officiële publicaties. Daarnaast heeft hij zich als redacteur, lid of referee verdienstelijk gemaakt voor 26 organisaties binnen de Association for Computing Machinery.
Tarjan is tijdens zijn loopbaan geëerd met zo'n 20 prijzen en fellowships. Een hiervan was de Turing Award van 1986, die hij samen met John Hopcroft won voor fundamentele resultaten in het ontwerp en de analyse van algoritmen en datastructuren.
1966: Alan J. Perlis ·
1967: Maurice V. Wilkes ·
1968: Richard Hamming ·
1969: Marvin Minsky ·
1970: J.H. Wilkinson ·
1971: John McCarthy ·
1972: Edsger Dijkstra ·
1973: Charles W. Bachman ·
1974: Donald E. Knuth ·
1975: Allen Newell, Herbert Simon ·
1976: Michael Rabin, Dana S. Scott ·
1977: John Backus ·
1978: Robert W. Floyd ·
1979: Kenneth E. Iverson ·
1980: Tony Hoare ·
1981: Edgar F. (Ted) Codd ·
1982: Stephen A. Cook ·
1983: Ken Thompson, Dennis M. Ritchie ·
1984: Niklaus Wirth ·
1985: Richard M. Karp ·
1986: John Hopcroft, Robert Tarjan ·
1987: John Cocke ·
1988: Ivan Sutherland ·
1989: William Kahan ·
1990: Fernando J. Corbató ·
1991: Robin Milner ·
1992: Butler Lampson ·
1993: Juris Hartmanis, Richard E. Stearns ·
1994: Edward Feigenbaum, Raj Reddy ·
1995: Manuel Blum ·
1996: Amir Pnueli ·
1997: Douglas Engelbart ·
1998: Jim Gray ·
1999: Frederick P. Brooks, Jr. ·
2000: Andrew Chi-Chih Yao ·
2001: Ole-Johan Dahl, Kristen Nygaard ·
2002: Ron Rivest, Adi Shamir, Leonard M. Adleman ·
2003: Alan Kay ·
2004: Vinton G. Cerf, Robert E. Kahn ·
2005: Peter Naur ·
2006: Frances E. Allen ·
2007: Edmund M. Clarke, E. Allen Emerson, Joseph Sifakis ·
2008: Barbara Liskov ·
2009: Charles Thacker ·
2010: Leslie Valiant ·
2011: Judea Pearl ·
2012: Shafi Goldwasser, Silvio Micali ·
2013: Leslie Lamport ·
2014: Michael Stonebraker ·
2015: Martin Hellman, Whitfield Diffie ·
2016: Tim Berners-Lee ·
2017: John L. Hennessy, David Patterson ·
2018: Yoshua Bengio, Geoffrey Hinton, Yann LeCun ·
2019: Patrick M. Hanrahan, Edwin E. Catmull ·
2020: Alfred Aho, Jeffrey Ullman ·
2021: Jack Dongarra ·
2022: Robert Metcalfe ·
2023: Avi Wigderson